# Kanton Sainte-Sigolène
Der Kanton Sainte-Sigolène war von 1985 bis 2015 ein französischer Wahlkreis im Arrondissement Yssingeaux, im Département Haute-Loire und in der Region Auvergne; sein Hauptort war Sainte-Sigolène, Vertreter im Generalrat des Départements war zuletzt von 2008 bis 2015 Yves Braye (DVD).
Der drei Gemeinden umfassende Kanton war 69,53 km² groß und hatte 9374 Einwohner (Stand: 2012). 

## Gemeinden
| Gemeinde          | Einwohner Jahr | Fläche km² | Bevölkerungsdichte | Code INSEE | Postleitzahl |
| ----------------- | -------------- | ---------- | ------------------ | ---------- | ------------ |
| Saint-Pal-de-Mons | 2225 (2013)    | 27,11      | 82 Einw./km²       | 43213      | 43620        |
| Sainte-Sigolène   | 5987 (2013)    | 30,64      | 195 Einw./km²      | 43224      | 43600        |
| Les Villettes     | 1285 (2013)    | 11,78      | 109 Einw./km²      | 43265      | 43600        |

## Bevölkerungsentwicklung
| 1962 | 1968 | 1975 | 1982 | 1990 | 1999 | 2006 | 2011 |
| ---- | ---- | ---- | ---- | ---- | ---- | ---- | ---- |
| 6382 | 5982 | 6296 | 7004 | 7370 | 8031 | 8842 | 9282 |